# Esma Redžepova
Esma Redžepova (makedonsk: Есма Реџепова; født 8. august 1943 i Skopje, SFR Jugoslavien, død 11. december 2016 i Skopje, Makedonien ) var en roma vokalist og singer-songwriter fra Makedonien. Gennem sit liv har hun optrådt med mere end 9.000 koncerter i 30 lande. Med sin afdøde mand Stevo Teodosievski har hun opfostret 47 børn, og har modtaget adskillige udmærkelser for sit humanitære arbejde. Ifølge hendes egen oplysninger har hun skabt mere end 500 kunstværker.  Disse omfatter 108 singler, 20 albummer, og 6 film.
Redžepova er den næstyngste af seks børn fra en sigøjnerfamilie, og havde en forholdsvis fattig opvækst. Hendes far arbejdede skiftevis som portør, sanger, trommeslager, stærk mand i et cirkus og skopudser. I en alder af ni blev Esma introduceret for en lokal roma musikorganisation af en af hendes brødre, hvor hun viste sig i stand til hurtigt at lære komplicerede rytmer. Hendes mor tilskyndede hendes musikalske talent, og Esma og hendes bror sluttede snart sig til deres skoles folkloregruppe.
I 1957, i en alder af 14 år, blev Redžepova personligt inviteret til at synge i en skole talentkonkurrence for Radio Skopje. Denne koncert viste sig at være et vendepunkt, ikke alene vandt hun førstepladsen, hun slog 57 andre skoler og vandt 9000 jugoslaviske dinarer, men den nationale bandleder og Redžepovas kommende mand Stevo Teodosievski var også til stede. Efter at have sikret tilladelse fra sine forældre, begyndte Esma at turnere med sit musikalske ensemble. Legenden siger, at hun forlod hjemmet med en enkelt kuffert fyldt med en kjole og et Čoček-kostume.